# Dominique Conte
Pour les articles homonymes, voir Conte (homonymie).
Pour l'écrivaine, voir Dominique Bona.
Dominique Anselme Conte est un homme politique français né le 27 août 1802 à Grasse (Alpes-Maritimes) et décédé le 7 février 1863 à Grasse.

## Biographie
Négociant à Grasse, il est maire et conseiller général. Il est député du Var de 1849 à 1851, siégeant au groupe d'extrême gauche de la Montagne. 